# Єса
Єса (ісп. Yesa) — муніципалітет в Іспанії, у складі автономної спільноти Наварра. Населення — 254 особи (2009).
Муніципалітет розташований на відстані близько 320 км на північний схід від Мадрида, 42 км на південний схід від Памплони.
На території муніципалітету розташовані такі населені пункти: (дані про населення за 2009 рік)
- Лейре: 3 особи
- Урбанісасьйон-Ласайтасуна: 25 осіб
- Урбанісасьйон-Наутіка-де-Лейре: 0 осіб
- Єса: 226 осіб

## Демографія
Динаміка населення (INE ):